# Howlin' Wolf
Howlin' Wolf sobrenom pel que era conegut Chester Arthur Burnett (10 de juny de 1910, West Point, Mississipi - 10 de gener de 1976, Hines, Illinois) fou un músic afroamericà de blues, guitarrista i harmonista.
Granger a la dècada del 1930, va servir durant la Segona Guerra Mundial a l'exèrcit nord-americà i el 1948 va formar una banda que incloïa guitarristes com Willie Johnson i M. T. Murphy, el tocador d'harmònica Junior Parker, un pianista anomenat Destruction i el tambor Willie Steele.
El 1951 va començar a actuar a la ràdio a West Memphis, Arkansas. El seu àlbum de 1962 Howlin' Wolf és un dels més famosos discos de blues, conegut per la il·lustració de la seva coberta amb una cadira oscil·lant. Aquest àlbum contenia "Wang Dang Doodle", "Goin' Down Slow", "Spoonful" i "The Red Rooster", cançons que van servir de base als repertoris de les bandes angleses i americanes enamorades del blues de Chicago.
El 1965 va aparèixer al show televisiu Shindig juntament amb els Rolling Stones. Wolf va donar diversos concerts a Chicago el 1972, gravats per la discogràfica Chess al seu àlbum Live and Cookin i el 1973 va produir el seu últim àlbum The Back Door Wolf.
Va tenir especial ressonància el seu disc "The London Howlin' Wolf Sessions", enregistrat a Londres al costat d'una super-banda d'estrelles britàniques (Eric Clapton, Stevie Winwood, Charlie Watts, Bill Wyman) i el seu inseparable Hubert Sumlin.
Dotat d'una tècnica musical rudimentària (tant en l'harmònica com en la guitarra slide), el seu peculiar sentit del tempo i els seus udols (com a la cèlebre "Smokestack Lightning") van conferir a les seves interpretacions un vigor característic.
El rock psicodèlic dels seixanta va tenir en Howlin' Wolf un dels seus màxims inspiradors. Jimi Hendrix va començar la seva actuació al festival de Monterrey, el 1967, (la seva primera aparició a nivell de les grans estrelles) amb una frenètica versió d'un clàssic de Howlin' Wolf, "Killing Floor".
Els Cream van convertir "Spoonful" (composta per Willie Dixon) en un èxit, i també van deixar una recordada recreació de "Sittin' On The Top Of The World". The Doors van versionar "Back Door Man" i els Rolling Stones van tenir uns dels seus èxits més primerencs amb "Little Red Rooster".
Howlin' Wolf va morir de càncer a l'Hospital de Veterans de Hines, Illinois el 1976.

## Discografia
- 1959: Moanin' in the Moonlight
- 1962: Howlin' Wolf Sings the Blues
- 1962: The Rockin' Chair Album
- 1964: Live in Europe 1964
- 1965: Poor Boy – Chess
- 1966: Big City Blues
- 1966: Live in Cambridge, 1966
- 1967: The Original Folk Blues
- 1968: The Super Super Blues Band– MCA Records
- 1969: Evil
- 1969: The Howlin' Wolf Album
- 1971: Message to the Young
- 1971: The London Howlin' Wolf Sessions
- 1972: Live and Cookin' (At Alice's Revisited)
- 1973: The Back Door Wolf